# مقاطعة بريانسك
بريانسك أوبلاست هي إحدى الكيانات الفدرالية في روسيا. وتحوي المدن والقرى التالية: بريانسك،
دياتكوفو،
فوكينو، بريانسك أوبلاست،
كاراتشيف،
كلينتسي،
مغلين،
نوفوزايبكوف،
بوتشيب،
سلتسو،
سفسك،
ستارودوب،
سوراج،
تروبتشيفسك،
أونيتشا،
جوكوفكا،
زلينكا،